# The Good Ones
«The Good Ones» (с англ. — «Хорошие») — песня американской кантри-певицы Габби Барретт, вышедшая 8 июня 2020 года в качестве второго сингла с дебютного студийного альбома Goldmine (2020). Сингл достиг первого места в кантри-чарте Hot Country Songs, получил платиновый сертификат RIAA в США.

## История
Барретт написал «Хорошие» в 2019 году вместе с Заком Кейлом, Эмили Лэндис и Джимом МакКормиком. Песня была вдохновлена мужем Барретта Кейдом Фоенером и была предназначена для того, чтобы подчеркнуть позитивные отношения, в отличие от истории, описанной в «Hope». С лирической точки зрения песня представляет собой «балладу с тонкими нюансами», описывающую тип мужчины, за которого надо выходит замуж.

## Отзывы
Композиция, в целом, была одобрительно встречена музыкальными экспертами и обозревателями.
Билли Дьюкс из Taste of Country похвалил тексты песен «The Good Ones» и добавил, что песня «обещает оказать большее влияние, чем [„I Hope“]». Крис Партон из Sounds Like Nashville написал, что в песне «парящий вокал и эпические инструменты». В основном положительном обзоре для Goldmine Брайан Мэнсфилд цитирует «The Good Ones» как один из примеров «big hooks and big emotions», которые способствуют успеху альбома.

## Музыкальное видео
Музыкальное видео для песни «The Good Ones» было снято Brian Vaughan и Taylor Kelly и впервые показано 29 августа 2020 года.
В видео представлена Мадлен Делп, «Мисс инвалидная коляска США 2017 года» (Madeline Delp, Miss Wheelchair USA 2017), прикованная к инвалидному креслу будущая невеста, мечтающая о возможности стоять и танцевать со своим женихом на своей свадьбе. На протяжении всего видео показаны сцены, в которых будущий жених Делп, которого играет Патрик Уорстелл, создает ремни безопасности, чтобы помочь Делп оставаться на ногах. Это завершается тем, что пара танцует вместе на своей вымышленной свадьбе с помощью создания ремня безопасности Worstell. Барретт хотела использовать видео, чтобы продемонстрировать, что «история любви каждого будет уникальной», в то время как Делп заявила, что видео основано на реальном жизненном опыте.

## Коммерческий успех
«The Good Ones» 24 апреля 2021 года достиг первого места в хит-параде Billboard Hot Country Songs, став вторым подряд чарттоппером Баррет. Также песня 17 апреля стала номером один в кантри-чарте Country Airplay и это третий случай за последние четверть века, когда женщины двумя своими первыми синглами возглавляют Country Airplay. Ранее это делали Келси Баллерини (в 2016) и Wynonna Judd (в 1992).
1 мая 2021 года благодаря тому, что сингл третью неделю подряд лидировал в чарте Country Airplay, Габби Барретт, стала первой за 10 лет женщиной с трёхнедельным лидерством, впервые после дуэта Jason Aldean и Келли Кларксон «Don’t You Wanna Stay» (3 недели № 1 в марте 2011). А сольно женщина лидировала в Country Airplay в последний раз в 2010 году: Миранда Ламберт «The House That Built Me» (4 недели № 1 в июне 2010).

## Чарты
| Чарт (2020—2021)                    | Высшая позиция |
| ----------------------------------- | -------------- |
| Канада (Billboard Canadian Hot 100) | 41             |
| Канада (Billboard Country)          | 3              |
| Мир (Billboard Global 200)          | 96             |
| США (Billboard Hot 100)             | 19             |
| США (Billboard Adult Contemporary)  | 11             |
| США (Billboard Country Airplay)     | 1              |
| США (Billboard Hot Country Songs)   | 1              |

| scope="col" Чарт (2020)            | Позиция |
| ---------------------------------- | ------- |
| США (Hot Country Songs, Billboard) | 74      |

| Чарт (2021)                       | Позиция |
| --------------------------------- | ------- |
| US Billboard Hot 100              | 62      |
| US Adult Contemporary (Billboard) | 31      |
| US Country Airplay (Billboard)    | 14      |
| US Hot Country Songs (Billboard)  | 6       |

| Чарт (2022)                       | Позиция |
| --------------------------------- | ------- |
| US Adult Contemporary (Billboard) | 22      |

## Сертификации
| Регион                                                                      | Сертификация  | Продажи   |
| --------------------------------------------------------------------------- | ------------- | --------- |
| Канада (Music Canada)                                                       | 3× Платиновый | 240 000   |
| США (RIAA)                                                                  | 4× Платиновый | 4 000 000 |
| Данные о продажах + прослушиваниях приведены только на основе сертификации. |               |           |